# Acerbo nimis

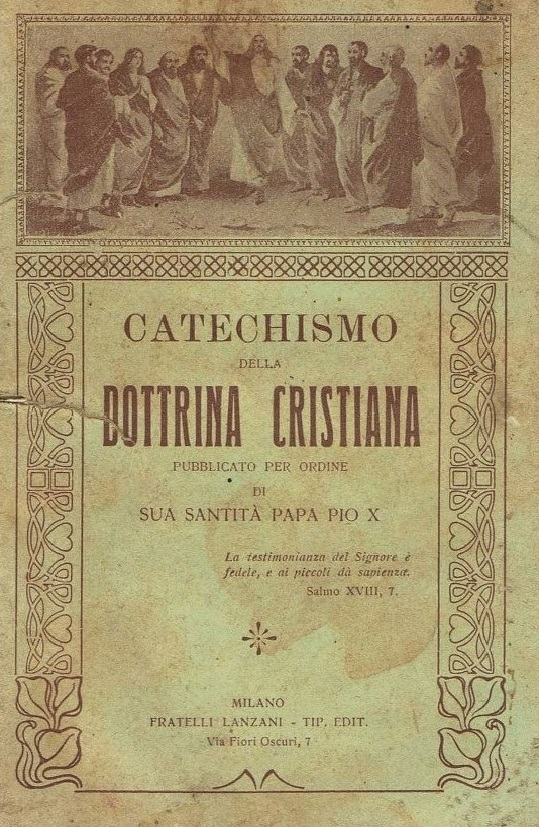
Portada de la edición de 1913 del Catecismo de San Pío X

Acerbo nimis (en castellano, En un amargo [momento]), publicada por Pío X el 15 de abril de 1905, es la cuarta encíclica que escribe tras su elección como papa; en ella trata de la necesidad de cuidar la enseñanza católica a través de la catequésis. Desarrolla así un tema que ya había avanzado en su primera encíclica, E Supremi, del 4 de octubre de 1903.

## Contenido de la encíclica
El papa inicia la encíclica señalando la difícil situación en que se encuentra la Iglesia

Acerbo nimis ac difficili tempore ad supremi pastoris munus, in universum Christi gregem gerendum, arcanum Dei consilium tenuitatem Nostram evexit. Inimicus namque homo sic gregem ipsum iam diu obambulat vaferrimaque insidiatur astutia, ut nunc vel maxime illud factum esse videatur, quod senioribus Ecclesiae Ephesi praenuntiabat Apostolus: Ego scio quoniam intrabunt... lupi rapaces in vos, non parcentes gregi (Act. XX, 29).
Los secretos designios de Dios Nos han levantado de Nuestra pequeñez al cargo de Supremo Pastor de toda la grey de Cristo en un momento bien crítico y amargo, Pues el enemigo, ya de antiguo, anda alrededor de este rebaño y le tiende lazos con tan pérfida astucia, que ahora, principalmente, parece haberse cumplido aquella profecía del Apóstol a los ancianos de la Iglesia de Éfeso: Sé que... se introducirán entre vosotros lobos voraces que no perdonarán al rebaño.
Acerbo nimis, §1

El papa es consciente de que, ante esta situación, se señalan distintas causas, sin rechazarlas considera que la actual debilidad de las almas proviene ante todo de la ignorancia de las cosas divinas. Ese error no se da solamente en la gente que no han gozado de educación, sino que está también presente en personas cultas e incluso eruditas en las ciencias profanas, pero que en lo que se refiere a la religión viven temeraria e imprudentemente. Hay una ignorancia que desconoce que Dios es soberano y modelador de todas las cosas, nada saben de la Encarnación y de la Redención, de la gracia y de los sacramentos, ni son conscientes de la gravedad y fealdad del pecado.
En esta situación no podemos sorprendernos de la corrupción de las costumbres, pues la naturaleza humana

depravada por la corrupción del pecado original y casi olvidada de Dios, su Hacedor, la voluntad humana convierte toda su inclinación a amar la vanidad y a buscar la mentira. Extraviada y ciega por las malas pasiones, necesita una guía que le muestre el camino para que le devuelva a la vía de la justicia que desgraciadamente abandonó. Esta guía, que no ha de buscarse fuera del hombre, y del que la misma naturaleza le ha provisto, es la propia razón; mas si a la razón le falta su verdadera luz, que es la ciencia de las cosas divinas, sucederá que, al guiar un ciego a otro ciego, ambos caerán en el hoyo.
Acerbo nimis, §3

La doctrina cristiana no solo nos hace conocer a Dios, con más hondura que la mera razón, sino que además nos mueve a reverenciarle a esperar en él y a amarle. El papa no niega que con el conocimiento de la religió pueda coexistir la malicia del alma y la corrupción de las costumbres, pero con la ignorancia envuelve al espíritu no es posible la rectitud de la voluntad ni las costumbres sanas. De ahí la importancia de proporcionar a las fieles las verdades de la religión, y este es un grave deber de los pastores de almas:

para todo sacerdote éste es el deber más grave, más estricto, que le obliga. Porque ¿quién negará que, en el sacerdote, a la santidad de vida debe irle unida la ciencia? "En los labios del sacerdote ha de estar el depósito de la ciencia". Y, en efecto, la Iglesia rigurosamente la exige de cuantos aspiran a ordenarse sacerdotes. Y esto, ¿por qué? Porque el pueblo cristiano espera recibir de los sacerdotes la enseñanza de la divina ley, y porque Dios les destina para propagarla. "De su boca se ha de aprender la ley, puesto que él es el ángel del Señor de los ejércitos".
Acerbo nimis, §7

Tras recordar las disposiciones del Concilio de Trento sobre la obligación que incumbe a los pastores de almas de dar al pueblo instrucción religiosa, recoge el resumen que de esas prescripciones incluye Benedicto XIV en su constitución ''Etsi nimis'': la predicación, o explicación del evangelio, y la enseñanza de la doctrina cristiana. En la encíclica Pío X insiste en la diferencia entre estos dos deberes: al predicación propia de le homilía en la santa misa no puede satisfacer el deber de enseñar el Catecismo, porque

la predicación del Evangelio está destinada a los que ya poseen los elementos de la fe. Es el pan, que debe darse a los adultos. Mas por lo contrario, la enseñanza del Catecismo es aquella leche, que el apóstol San Pedro quería que todos los fieles habían de desear sinceramente, como los niños recién nacidos. -El oficio, pues, del catequista consiste en elegir alguna verdad relativa a la fe y a las costumbres cristianas, y explicarla en todos sus aspectos. Y, como el fin de la enseñanza es la perfección de la vida, el catequista ha de comparar lo que Dios manda obrar y lo que los hombres hacen realmente; después de lo cual, y sacando oportunamente algún ejemplo de la Sagrada Escritura, de la historia de la Iglesia o de las vidas de los Santos, ha de aconsejar a sus oyentes, como si la señalara con el dedo, la norma a que deben ajustar la vida, y terminará exhortando a los presentes a huir de los vicios y a practicar la virtud.
Acerbo nimis, §9

Como modo concreto de cumplir con este deber, el papa formula unas normas prácticas, que pueden resumirse así:
1. Todos los que tienen cura de almas deben instruir con arreglo al Catecismo, todos los domingos y fiestas del año, durante una hora entera, a todos los niños y niñas.
2. Además, han de prepararlos, en épocas fijas del año, para que reciban dignamente los sacramentos de la Penitencia y la Confirmación.
3. Así mismo deberán preparar con especial cuidado, durante todos los días de Cuaresma, y si es necesario, durante varios días después de Pascua, para que se acerquen santamente a recibir la Sagrada Comunión.
4. En todas las parroquias se deben erigir la Congregación de la Doctrina Cristiana, así los sacerdotes podrán contar con colaboradores seglares para enseñar el Catecismo.
5. En las grandes ciudades, se deben fundar escuelas de religión, donde puedan acudir la juventud que frecuente escuelas públicas en las que no se mencionen las cosas de la religión.

Tras enunciar estas normas, el papa escribe

Venerables Hermanos, esto mandamos y establecemos en virtud de Nuestra autoridad apostólica. Ahora, obligación vuestra es procurar, cada cual en su propia diócesis, que estas prescripciones se cumplan enteramente y sin tardanza. Velad, pues, y, con la autoridad que os es peculiar, procurad que Nuestros mandatos no caigan en olvido, o -lo que sería igual- se cumplan con negligencia y flojedad. Para evitar esa falta habéis de emplear las recomendaciones más asiduas y apremiantes a los párrocos, para que no expliquen el Catecismo sin la previa preparación, y que no hablen el lenguaje de la sabiduría humana, sino que "con sencillez de corazón y con sinceridad delante de Dios"
Acerbo nimis, §13

No obstante el papa aclara nadie piense que la sencillez con la que hay que enseñar no hace necesario trabajo y meditación; en realidad es más fácil hallar un orador que hable con brillantez, que un catequista que instruya adecuadamente. La encíclica concluye insistiendo en los estragos que produce en las almas la ignorancia de las cosa divinas.

## Catecismo de San Pío X
El mismo año en que publicó Acerbo nimis, 1905, el papa hizo editar para la diócesis de Roma un catecismo con el título de Compendio della dottrina cristiana, organizado en forma dialogada, con respuestas breves y sencillas de entender y retener. Publicado de nuevo en 1912, con ligeros cambios y con el título de Catechismo della Dottrina Cristiana. Traducido a diversos idiomas llegaría a ser utilizado en el mundo entero. Tras la canonización de Pío X, ha sido conocido como Catecismo de San Pío X.